# Gracilinanus agilis
Gracilinanus agilis är en pungdjursart som först beskrevs av Hermann Burmeister 1854. Den ingår i släktet Gracilinanus och familjen pungråttor. Internationella naturvårdsunionen (IUCN) kategoriserar arten globalt som livskraftig. Inga underarter finns listade.
Arten blir med svans ungefär 21 cm lång, svanslängden är cirka 12 cm och vikten varierar mellan 13 och 21 g. Gracilinanus agilis tillhör pungdjuren men honor saknar pung (marsupium). Pälsen har på ovansidan en rödbrun till gråbrun färg och undersidan är täckt av ljusgrå till vit päls. Allmänt liknar arten Gracilinanus microtarsus men den har smalare mörka ögonringar. Dessutom är öronen och svansen hos Gracilinanus agilis mindre jämförd med bålen. Som hos nära släktingar förekommer långa tår och en gripsvans för att klättra i växtligheten.
Pungdjuret förekommer i den neotropiska djurgeografiska regionen av Sydamerika, från östra Peru och östra Bolivia till östra Paraguay och sydöstra Brasilien. Habitatet utgörs av skogar där arten vistas i undervegetationen.
Individerna är aktiva på natten och klättrar främst i träd och buskar. När honan inte är brunstig lever varje exemplar ensam. Gracilinanus agilis håller ingen vinterdvala men vid kalla temperaturer intar den ofta ett stelt tillstånd (torpor). Födan utgörs av insekter och frukter.
Fortplantningen är särskilt stressig för hannarna och många exemplar av hankön dör efter den första parningen. Honor kan föda upp till 12 ungar per dräktighet. De suger sig sedan fast vid en spene. Allmänt antas att fortplantningssättet är lika som hos andra släktmedlemmar. De flesta honor lever bara 1,5 år och vanligen har hannar ett ännu kortare liv. I fångenskap kan arten leva 6 år.